# Stigmella phyllanthina
Stigmella phyllanthina là một loài bướm đêm thuộc họ Nepticulidae. Nó là loài duy nhất được tìm thấy ở tây nam bờ biển của New South Wales.
Sải cánh dài 3.8-4.6 mm đối với con đực.
Ấu trùng ăn Glochidion ferdinandi. Chúng ăn lá nơi chúng làm tổ. 